# کادمیم نیترات
نیترات کادمیم (به انگلیسی: Cadmium nitrate) با فرمول شیمیایی Cd(NO۳)۲ یک ترکیب شیمیایی است. که جرم مولی آن 236.42 g/mol می‌باشد. شکل ظاهری این ترکیب، بلورهای سفید است.